# Dyschirius senegalensis
Dyschirius senegalensis is een keversoort uit de familie van de loopkevers (Carabidae). De wetenschappelijke naam van de soort is voor het eerst geldig gepubliceerd in 1952 door Bruneau De Mire.